# Diprofilina
Diprofilina (łac. diprophyllinum) – lek rozszerzający mięśnie gładkie oskrzeli i naczyń krwionośnych. Obniża ciśnienie tętnicze i żylne krwi. Zwiększa siłę skurczu serca oraz przyspiesza jego akcję. Działa moczopędnie.

## Farmakokinetyka
Lek dobrze wchłania się z przewodu pokarmowego. Biologiczny okres półtrwania wynosi około 3 godzin. Wydalanie następuje przez nerki.

## Wskazania
- przewlekła obturacyjna choroba płuc
- astma oskrzelowa
- przewlekłe choroby płuc z objawami niewydolności oddechowej
- schorzenia układu krążenia
- udar mózgu
- nadciśnienie tętnicze
- choroba wieńcowa
- przewlekłe zapalenie dróg żółciowych

## Przeciwwskazania
- nadrważliwość na lek
- choroby mięśnia sercowego
- padaczka
- choroba wrzodowa żołądka lub dwunastnicy
- nadczynność tarczycy
- ostra niewydolność nerek

## Działania niepożądane
- nudności
- wymioty
- brak apetytu
- podrażnienie błony śluzowej żołądka
- zaostrzenie choroby wrzodowej żołądka
- zawroty głowy
- kołatanie serca
- bezsenność
- dezorientacja
- drażliwość
- drżenie mięśni

## Preparaty
- Diprophyllinum – roztwór do wstrzykiwań 0,025 g/ml, tabletki 0,2 g
- Diprophyllinum prolongatum – tabletki 0,25 g, 0,45 g

## Dawkowanie
Dawkę oraz częstotliwość stosowania ustala lekarz. Zwykle u osób dorosłych 2-3 razy dziennie po 0,2–0,45 g. Tabletek o przedłużonym działaniu nie wolno dzielić, rozgryzać ani popijać gorącymi płynami.